# Čečenščina
Čečénščina (čečensko нохчийн мотт, Noxčijn mott) je jezik Čečenov, ki so avtohtono prebivalstvo avtonomne republike Čečenije v okviru Ruske federacije. Spada med naške jezike, ki tvorijo podskupino naško-dagestanskih jezikov v okviru hipotetične kavkaške družine jezikov. Po sistemu slovničnih sklonov se čečenščina uvršča med ergativne jezike.
Podatki o številu govorcev čečenščine so zelo različni, kar je posledica zelo zapletenega in še vedno nemirnega položaja v Čečeniji. Po zadnjem popisu prebivalstva iz leta 1989 je bila čečenščina materinščina 893 tisoč državljanov celotne Sovjetske zveze. Največ jih je v tem času živelo v Repuliki Čečeniji in v severnem Dagestanu v okolici mesta Hasav-Jurt. Trenutno je položaj veliko bolj zapleten in čeprav večina čečensko govorečih še vedno naseljuje Čečenijo, se je zaradi vojn znatno povečalo število izseljencev predvsem v sosednje republike Ruske federacije (Dagestan, Ingušetija) in tudi npr. v Moskvo. Veliko Čečenov je našlo zatočišče v državah Evropske Unije. Čečeni so tudi avtohtono prebivalstvo nekaterih predelov Gruzije (Kistinci) in Turčije.
Čečenščina je v najbližjem sorodu s inguščino. Jezikoslovci razlikujejo osem narečij čečenščine. Razlike med njimi so dovolj majhne, da se lahko govorci narečij medsebojno razumejo.

## Glasoslovje
Med kavkaškimi jeziki se čečenščina odlikuje po dokaj bogatem samoglasniškem sestavu (kratki in dolgi samoglasniki, dvoglasniki in troglasniki, nosni samoglasniki). Podobno kot ostali jeziki te skupine ima tudi bogat inventar soglasnikov (pozna med drugim geminirane, ejektivne in faringalne soglasnike). Naglas je vedno na prvem zlogu besede.

### Soglasniki
Čečenščina ima naslednje soglasniške foneme:
|            | ustični | zobni  | zadlesnični | mehkonebni | jezičečni (uvularni) | grleni (faringalni) | glotalni |
| ---------- | ------- | ------ | ----------- | ---------- | -------------------- | ------------------- | -------- |
| zaporniki  | p b pʼ  | t d tʼ |             | k ɡ kʼ     | q qʼ                 |                     | ʔ        |
| zlitniki   |         | ʦ ʦ'   | ʧ ʤ ʧ'      |            |                      |                     |          |
| priporniki | f       | s z    | ʃ ʒ         | x ɣ        |                      | ħ ʕ                 | h        |
| nosniki    | m       | n      |             |            |                      |                     |          |
| udarni     |         | ɾ      |             |            |                      |                     |          |
| polodprti  | w       | l      | j           |            |                      |                     |          |

Soglasniki /p/, /t/, /n/, /l/ i /s/ imajo tudi svoje geminirane (podaljšane) različice, ki imajo status fonemov.

### Samoglasniki
| Sprednji nezaokroženi | Sprednji zaokroženi | Zadnji |
| --------------------- | ------------------- | ------ |
| ɪ iː                  | y yː                | ʊ uː   |
| je ie                 | ɥø yø               | wo uo  |
| e eː                  | ø øː                | o oː   |
| æ æː                  |                     | ə ɑː   |

Čečenščina pozna tudi naslednje padajoče dvoglasnike: /ai/, /au/, /əi/, /ei/, /eu/, /oi/ in /ou/.